# Atherinops affinis

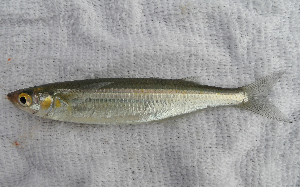
Hình ảnh của Atherinops affinis

Atherinops affinis là tên của một loài cá bản địa của phía đông Thái Bình Dương.
Chúng sống thành đàn và ở nhiều nơi trong nhiều thời điểm trong năm. Nó là một loài phổ biến ở các cửa sông, cũng như là đường bờ biển, rừng tảo và thỉnh thoảng, người ta thấy chúng ở ngoài khơi xa.

## Mô tả
Đây là một loài cá nhỏ, cơ thể dẹt và có độ dài là 37 cm. Nó có hai cái vây lưng độc lập trên lưng. Vùng lưng của nó thì có màu xanh nhạt, cơ thế của nó thì có ánh bạc. Đầu của nó nhọn, mắt nhỏ, miệng tròn và mang của nó ánh vàng. Nó hông có sọc nhưng lại có từ 63 đến 65 cái vảy thay thế cho sọc.Vây lưng đầu tiên của nó thì có từ 5 đến 9 gai, cái vây thứ 2 thì chỉ có 1 nhưng các tia vây thì từ 8 đến 14. Vây hậu môn cũng có một gai nhưng lại có từ 19 đến 25 tia vây và vây bụng thì có 13 tia.

## Phân bố
Chúng sinh sống ở vùng phía đông Thái Bình Dương dọc theo những bãi biển phía tây của Bắc Mỹ từ đảo Vancouver ở British Columbia về phía nam đến Baja California và vịnh California.

## Sinh sản
Loài cá này sinh sản vào khoảng thời gian có nhiệt độ ấm áp, đó là từ tháng 3 đến hết tháng 10, độ mặn mà chúng thích đẻ trứng đó là 30 ppt với nhiệt độ nước nằm trong khoảng 13 đến 27 độ C. Chúng thích đẻ vào ban đêm ở những nơi có nhiều thực vật. Sau khi trứng nở, con non sẽ di chuyển đến vùng cửa sông.